# SP no Ar
SP no Ar foi um telejornal local brasileiro produzido e exibido pela Record São Paulo para a sua área de cobertura. O jornalístico foi lançado em 2003, mas ganhou seu último formato em 2005 numa forma de padronizar as produções locais tal qual o Bom Dia Praça da TV Globo, também lançando o SP Record.
O SP no Ar foi usado como modelo para as produções jornalísticas exibidas pelas afiliadas da Record na faixa da manhã, adaptando o nome da atração de acordo com seu estado (como RJ no Ar, no Rio de Janeiro, e o MG no Ar, em Minas Gerais).
Entre 29 de outubro e 15 de novembro de 2019, quando foi extinto, foi apresentado por Bruno Peruka e contava com participações diárias, ao vivo, de Mariana Bispo, trazendo a previsão do tempo e as participações dos telespectadores através das redes sociais do programa, e do Comandante Uan Hamilton, com as notícias factuais de SP e RMSP e informações do trânsito direto do helicóptero da Record.

## História
O SP no Ar, ainda usando o nome São Paulo no Ar, estreou em 10 de setembro de 2003 e tinha esse nome por ser inteiramente apresentado direto de um helicóptero que sobrevoava os principais pontos da cidade. A apresentação inicial era de Eleonora Paschoal. Em 2005, com a padronização realizada nos jornalísticos, o repórter Luciano Faccioli estreia como âncora do jornal. Na época, o jornalístico registrava 4 pontos de audiência. Posteriormente, se tornou um dos principais nomes da casa e era conhecido por abrir o jornal com o bordão "Olha a hora!".
Em outubro de 2010, Faccioli deixou a apresentação do jornal após aceitar proposta da Band para apresentar o Primeiro Jornal. Na época, o SP no Ar alcançava médias de 6 a 7 pontos e chegava a liderar no horário. Para substituir Faccioli, a emissora escalou o apresentador Alexandre Mota, que estava há dois anos na Record RS apresentando o Balanço Geral. No entanto, Mota retornou para o Rio Grande do Sul em novembro do mesmo ano, em nova mudança que colocou William Travassos no comando do SP no Ar. Essa mudança foi provocada por conta da oscilação negativa de audiência do jornal desde a estreia do âncora. A nova programação matinal tirou o Direto da Redação do ar e estreou uma versão matinal do Balanço Geral, com Geraldo Luís, que passou a figurar em diversos momentos na liderança de audiência. Em 2012, se tornou a maior audiência da emissora, registrando o maior índice desde sua estreia.
William Travassos ficou no ar até maio de 2015, quando a Record provocou nova mudança e recontratou Luiz Bacci, que havia deixado a emissora em 2014. Bacci passou a apresentar o Balanço Geral Manhã e o SP no Ar a partir do dia 11 de maio. Com uma breve substituição em 2016, Bacci ficou no SP no Ar até maio de 2017, quando assumiu o Cidade Alerta após afastamento de Marcelo Rezende para um tratamento contra um câncer (sendo efetivado com a morte de Rezende) e William Travassos retornou ao comando do SP no Ar.
Em 5 de março de 2018, o repórter Bruno Peruka assume o Balanço Geral Manhã e o SP no Ar, em mudança que colocou de volta o diretor Virgílio Abranches no comando do jornalismo matinal. A estreia fez com que o SP no Ar crescesse 25% na audiência. No entanto, a audiência caiu e o programa passou a perder para o SBT, que estava em crescimento na audiência com o Primeiro Impacto. Na época, a emissora desmentiu novas mudanças por conta dos baixos índices. Em março de 2019, a Record anuncia a contratação do repórter André Azeredo, que pediu demissão da TV Globo para apresentar o novo SP no Ar. A contratação do novo âncora foi uma iniciativa de Antonio Guerreiro, vice-presidente de jornalismo da emissora. A estreia ocorreu em 25 de março. Em 29 de outubro, a Record afastou André Azeredo, sendo substituido por Bruno Peruka. Três semanas depois, em 15 de novembro, o noticiário foi ao ar pela última vez.